# 新町 (八潮市)
新町（しんまち）は、埼玉県八潮市にある大字。郵便番号は340-0807。

## 地理
埼玉県の東部地域で八潮市北部の沖積平野に位置する南北に長い地域。地区の東部で大字八條、南部で大字鶴ケ曽根や大字伊草、西部で草加市稲荷、北部で草加市青柳と隣接する。南部の境界線はやや錯綜し、地図によっては南西部の一部が飛地のように描かれる場合があるが、大字新町となる細長い市道の敷地でつながっており飛地ではない。
東部の八條との境界線上を八条用水が南北に流れる。南西部で葛西用水路（東京葛西用水）を僅かにかすめる。
全域が市街化区域に指定されている。北部は工業専用地域に指定され、工場や物流施設が立地する草加八潮工業団地の一部である。南部は準工業地域および第一種中高層住居専用地域や第一種住居地域に指定された住宅地である。

### 地価
住宅地の地価は、2023年（令和5年）の公示地価によれば、大字新町165番地6の地点で10万0000円/m2となっている。

## 沿革
新町の場所はかつては草加市や大字松之木、大字伊草、大字八条、大字小作田の大小複数の飛地を有し、境界線が複雑に錯綜する地であった。
- 1965年（昭和40年）12月28日 - 草加八潮工業開発土地区画整理事業の都市計画決定[5]。
- 1968年（昭和43年）
  - 9月1日 - 草加八潮工業開発土地区画整理事業の完成に伴い換地処分を実施、八潮町大字稲荷町、大字青柳町、大字柿木町の全域（何れも1967年6月1日に草加市の稲荷町、青柳町、柿木町が八潮町に分離成立した地域）、および同町大字松之木、大字伊草、大字八条（八條）、大字小作田の各一部より南埼玉郡八潮町大字新町が成立する[8][9]。なお、大字新町の区域に該当する小字はこの時廃止されている[10]。
  - 9月27日 - 八潮工業団地（草加八潮工業団地）が造成され、地内の八潮北公園にて竣工式が挙行される[11]。
- 1972年（昭和47年）1月15日 - 市制施行により、八潮市の大字となる。

## 世帯数と人口
2023年（令和5年）2月1日現在の世帯数と人口は以下の通りである。
| 大字 | 世帯数  | 人口    |
| ---- | ------- | ------- |
| 新町 | 547世帯 | 1,052人 |

## 小・中学校の学区
市立小・中学校に通う場合、学区は以下の通りとなる。
| 番地 | 小学校             | 中学校             |
| ---- | ------------------ | ------------------ |
| 全域 | 八潮市立八條小学校 | 八潮市立八條中学校 |

## 交通
地内に鉄道は敷設されていない。最寄り駅は東武伊勢崎線（東武スカイツリーライン）草加駅であるが、大字新町165番地6の地点より草加駅までおよそ2.7 km離れている。

### 道路
- 埼玉県道・千葉県道29号草加流山線
- 埼玉県道327号草加八潮三郷線

## 施設
かつては地区の南部に「市営グラウンド」と称される公園施設もあった。
- 草加八潮工業団地
- 八潮北公園
- 夢像幼児公園[4]
- 創価学会八潮文化会館